# حیصا
حیصا (به عربی: الحیصة) یک منطقهٔ مسکونی در لبنان است که در استان شمالی لبنان واقع شده‌است.